# Jean III de Navarre
Pour l’article homonyme, voir Jean III.
Pour les autres membres de la famille, voir Maison d'Albret.
Jean III de Navarre, également appelé Jean II d'Albret, né à Ségur en 1469, mort à Monein le 17 juin 1516, est roi de Navarre par mariage de 1484 à 1516. Fils d'Alain d'Albret, sire d'Albret, dont il est l'héritier, et de Françoise de Châtillon, à laquelle il succède comme comte de Périgord et vicomte de Limoges.

## Biographie

### Famille
À sa naissance en 1469, il est en seconde position dans la ligne de succession de la maison d'Albret. Son arrière-grand-père Charles II d'Albret est alors régnant. Son grand-père Jean Ier d'Albret vient de mourir en 1468 et son père Alain d'Albret est l’héritier désigné. En 1471, à la mort de Charles II, Alain devient sire d'Albret et Jean, vicomte de Tartas.

Sa mère Françoise de Châtillon est comtesse de Périgord et vicomtesse de Limoges depuis 1455. Jean d'Albret est donc aussi héritier de ces domaines qui lui reviennent à la mort de sa mère en 1481. Mais étant encore enfant, c'est son père qui se charge du gouvernement.

### Roi de Navarre

Le royaume de Navarre après 1484:
Haute-Navarre, perdue en 1512
Basse-Navarre, perdue puis reconquise
Territoire navarrais occupé par la Castille depuis 1463
Territoires non-navarrais de la Maison de Foix
Territoires de la Maison d'Albret

Son père Alain d'Albret obtient pour lui la main de la jeune reine de Navarre, Catherine de Foix-Navarre. Le mariage a lieu le 14 juin 1484 à Orthez. Il devient alors roi sous le nom de Jean III de Navarre et règne avec son épouse sur l'ensemble des territoires qu'elle possède: royaume de Navarre mais aussi Béarn, comtés de Foix et de Bigorre, vicomtés de Marsan, de Gabardan, de Castelbon.
Le 12 janvier 1494, Jean II et Catherine sont couronnés en la cathédrale de Pampelune.
Il perd en 1512 le sud de la  Navarre envahie par Ferdinand II d'Aragon qui revendique ces terres au nom de Germaine de Foix sa seconde épouse. Il tente en vain de récupérer ce territoire en 1512 et 1516. Il meurt au retour de cette dernière campagne.
Jean III de Navarre est, par son fils Henri II de Navarre, l'arrière-grand-père du roi de France Henri IV.

## Descendance
De son mariage avec Catherine de Navarre sont issus les enfants suivants :
- Anne d'Albret, infante de Navarre, née à Pau le 19 mai 1492 ; morte à Pau le 15 août 1532 ;
- Madeleine d'Albret, infante de Navarre, née à Olite le 29 mars 1494 ; morte à Medina del Campo en mai 1504 ;
- Catherine d'Albret, infante de Navarre, née à Pampelune en 1495 ; morte à Caen en novembre 1532 ; abbesse de la Trinité de Caen ;
- Jean d'Albret, prince de Viane, né à Pampelune le 15 juin 1496 ; mort à Pampelune en 1496, après novembre ;
- un fils, prince de Viane, né et mort à Pampelune en 1498 ;
- Quiterie d'Albret, infante de Navarre, née en Béarn en 1499 ; morte à Montvilliers en septembre ou octobre 1536 ; abbesse de Montvilliers ;
- un fils, prince de Viane, né et mort en Béarn en juin 1500 ;
- André Fébus d'Albret, prince de Viane, né à Pampelune le 14 octobre 1501 ; mort à Sangüesa 17 avril 1503 ;
- Henri II de Navarre (1503-1555), épouse le 21 janvier 1527 Marguerite d'Angoulême ;
- Bonaventure d'Albret, infant de Navarre, né à Pampelune le 14 juillet 1504 ; mort en Navarre avant 1512 ;
- Martin Febus d'Albret, infant de Navarre, né et mort à Sanguesa en 1507 ;
- François d'Albret, infant de Navarre, né en Navarre en 1508 ; mort à Sauveterre de Béarn après le 28 septembre 1512 ;
- Charles, prince de Navarre, né à Pau 12 décembre 1510 ; mort Naples en septembre 1528 ;
- Isabeau d'Albret, infante de Navarre, née en Béarn en 1513 ; morte en 1555 ; épouse à Fontainebleau le 16 août 1534 René Ier de Rohan.

D'une relation avec María de Ganuza est né un fils illégitime :
- Pierre d'Albret, né à Estella vers 1504 ; mort le 28 août 1567 ; diplomate et évêque de Comminges.

Jean III de Navarre est, par son fils Henri II de Navarre, l'arrière-grand-père du roi de France Henri IV